# با من از عشق بگو (فیلم)
با من از عشق بگو (ایتالیایی: Parlami d'amore) یک فیلم کمدی رمانتیک به کارگردانی سیلویو موچینو است که در سال ۲۰۰۸ منتشر شد.

## بازیگران
- سیلویو موچینو
- کارولینا کرشنتینی
- آیتانا سانچز-خیخون
- جورجو کولانجلی
- جرالدین چاپلین
- فلاویو پارنتی
- آندرئا رنتسی